# G Scorpii
Désignations
G Scorpii (en abrégé G Sco), est une étoile de la constellation du Scorpion.

## Nomenclature
Fuyue est le nom propre retenu pour G Scorpii par (l’Union astronomique internationale (UAI). Fu Yue (en) (chinois simplifié : 傅说; chinois traditionnel: 傅說）est un personnage mythique de haut rang qui servit le roi Wu Ding de la dynastie Shang, vers 1250-1200 av. è. c.
G Scorpii porte aussi un nom venu de l’arabe : Tali al Shaula. Introduit par Jack W. Rhoads (1971), à partir de Thomas Hyde (1665) qui écrit Tâli AlShaula, i. Sequens Cauda Sccorpionis dans l’édition du یجِ سلطانی Zīğ-i Sulṭānī ou « Tables sultaniennes » d’Uluġ Bēg (1437).

## Propriétés
G Scorpii est une géante orange de type K avec une magnitude apparente de +3,19. Elle est à environ 127 années-lumière de la Terre.
L'amas globulaire NGC 6441 se situe à seulement 8,5 minutes d'arc à l'est de l'étoile.
Elle était anciennement dénommée « Gamma Telescopii » (γ Tel).